# Glyptosternon maculatum
Glyptosternon maculatum är en fiskart som först beskrevs av Regan, 1905.  Glyptosternon maculatum ingår i släktet Glyptosternon och familjen Sisoridae. IUCN kategoriserar arten globalt som livskraftig. Inga underarter finns listade i Catalogue of Life.